# Culicoides leei
Culicoides leei är en tvåvingeart som beskrevs av Tokunaga 1960. Culicoides leei ingår i släktet Culicoides och familjen svidknott. Inga underarter finns listade i Catalogue of Life.